# Murine
 Ovo je glavno značenje pojma Murine. Za druga značenja pogledajte Murine (razdvojba).
Murine (lat. Muraena) su rod riba iz porodice Muraenidae, iz razreda zrakoperki. Murine su ribe, iako izgledom podsjeća na zmiju. Rod obuhvaća 11 vrsta.
Nema ljusaka kao ni njezin rođak ugor, a leđna, analna i repna peraja srasle su u jedan nabor koji ide duž tijela. Prsnih i trbušnih peraja uopće nema. Koža murine ima lijepe boje i prekrivena je sitnim pjegama. Murina je danju skrivena u pukotinama podvodnih stijena odakle joj viri samo glava. Neprestano otvorene ralje pune oštrih zuba djeluju stravično. Zube nema samo u čeljustima, nego i na nepcu i u kostima ždrijela! U Jadranu živi Murina žutošarka (Muraena helena).

## Vrste
Rod obuhvaća sljedeće vrste:
1. Muraena appendiculata (Guichenot, 1848)
2. Muraena argus (Steindachner, 1870)
3. Muraena augusti (Kaup, 1856)
4. Muraena australiae J. Richardson, 1848
5. Muraena clepsydra C. H. Gilbert, 1898
6. Muraena helena Linnaeus, 1758 (Murina žutošarka)
7. Muraena lentiginosa Jenyns, 1842
8. Muraena melanotis (Kaup, 1860)
9. Muraena pavonina J. Richardson, 1845
10. Muraena retifera Goode & T. H. Bean, 1882
11. Muraena robusta Osório, 1911 (Stout moray)